# Gewöhnliche Waldrebe
Die Gewöhnliche Waldrebe (Clematis vitalba) ist eine Pflanzenart aus der Gattung der Waldreben (Clematis) innerhalb der Familie der Hahnenfußgewächse. Sie ist auch als Echte oder Gemeine Waldrebe bekannt.

## Beschreibung
Die laubabwerfende und schnellwüchsige Gewöhnliche Waldrebe, die zu den Lianen gezählt wird, besitzt verholzende, kletternde Sprossachsen, die einen Durchmesser von bis zu 6 cm erreichen können. Die Pflanze klettert an Bäumen bis in eine Höhe zwischen 1 und über 12 Metern empor. Die Stiele und Spindel der unpaarigen Fiederblätter sowie die Blättchenstiele fungieren als Ranken.
Die gegenständigen, gestielten Blätter besitzen bis zu fünf Blättchen oder sind fiederschnittig. Die gestielten, spitzen bis zugespitzten Blättchen sind leicht herzförmig und ganzrandig bis grob gesägt, gekerbt oder gezähnt, manchmal gelappt, sie sind unterseits auf den Adern behaart bis kahl.
Es werden achselständige Rispen oder Trugdolden gebildet. Die weißen bis cremefarbenen, zwittrigen und gestielten Blüten duften, ähnlich wie die des Liguster oder der Weißdorne. Am behaarten Blütenstiel sind zwei Vorblätter. Die vier petaloiden Kelchblätter sind beiderseits weißfilzig, die Kronblätter fehlen. Es sind viele Staubblätter und einige oberständige, freie, behaarte Stempel vorhanden. Die kahlen, weißen Staubfäden geben Nektar ab.
Bei der Samenbildung bleiben die haarigen, bis zu 3 Zentimeter langen Griffel (Schnabel) erhalten und dienen, wenn die Früchte, Achänen, reif sind, als Flugapparat. Die leicht behaarten, etwas abgeflachten, eiförmigen, braunen Achänen erscheinen zu mehreren in einer Sammelfrucht.
Die Blütezeit reicht von Juni bis September.
Die Chromosomenzahl beträgt 2n = 16.

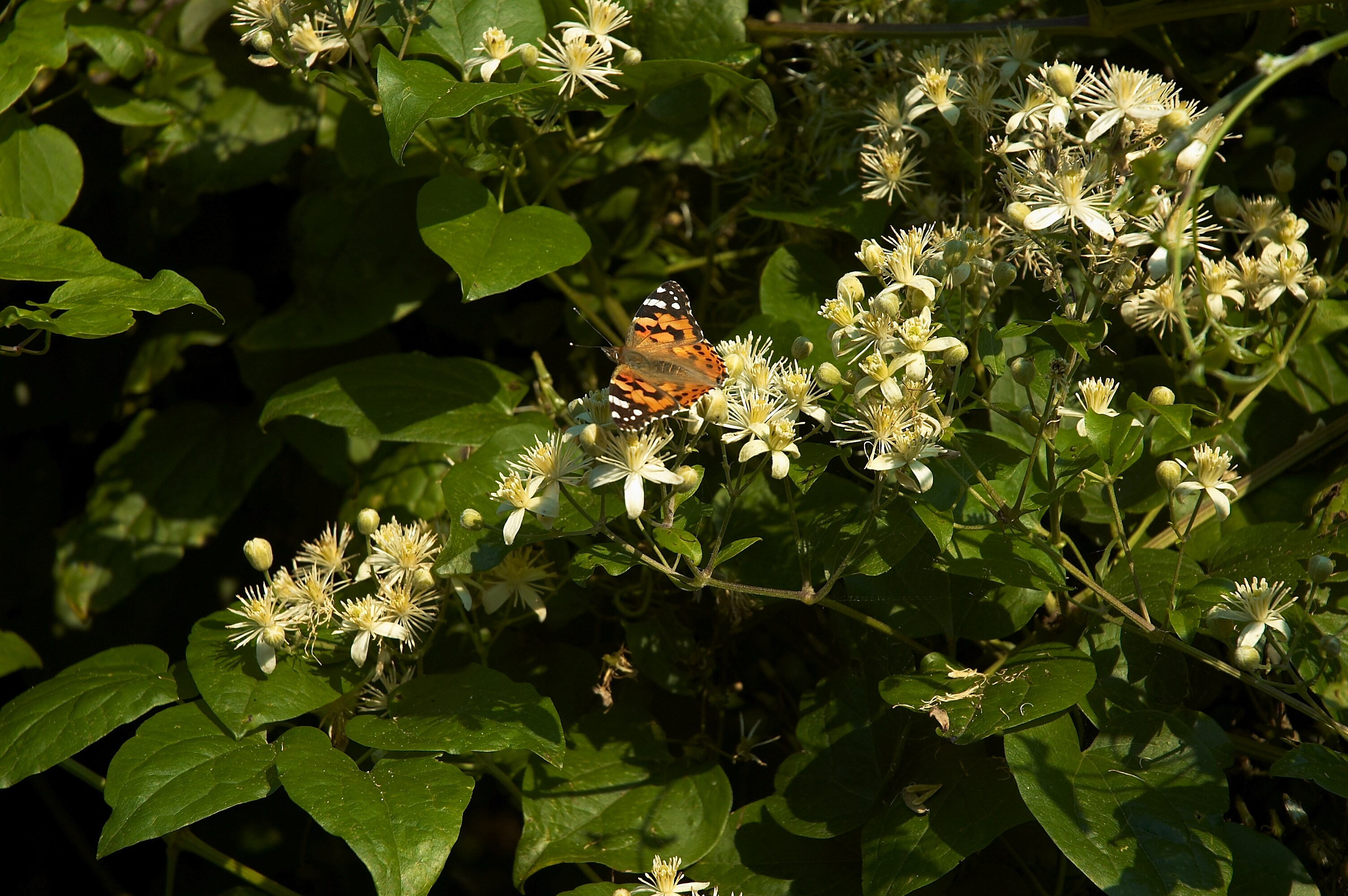
Zweige, Blätter und Blüten

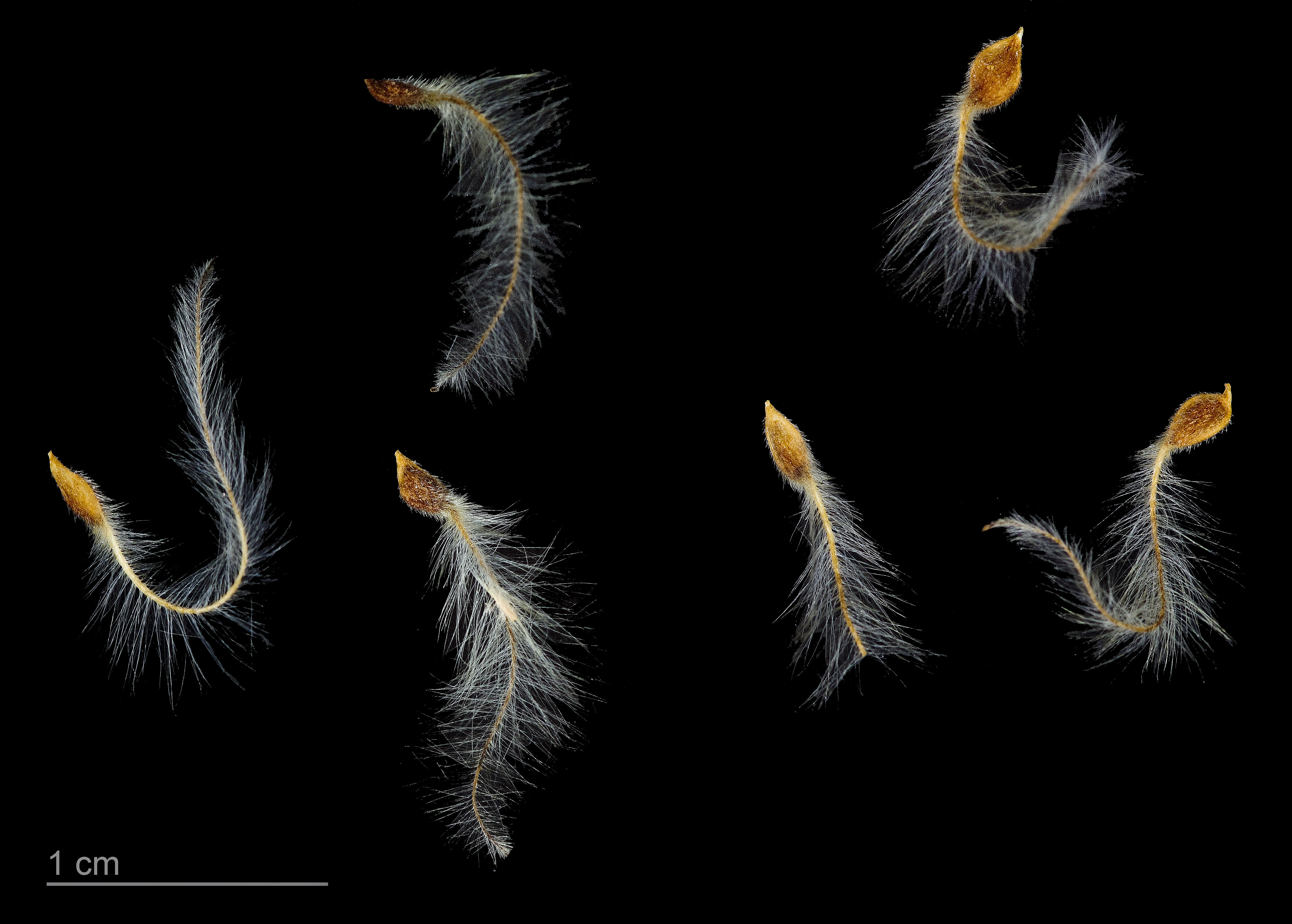
Früchte

## Ökologie
Die Stämme der Gewöhnlichen Waldrebe erhalten ihre Zugfestigkeit durch ein zentrales Festigungsgewebe. Charakteristisch sind die weiten Gefäße (Tracheen) des Holzteils. Die Pflanze ist ein Linkswinder. Sehr ähnlich wie bei der Weinrebe entwickelt sich als Anpassung an die Drehbeanspruchung eine Streifenborke. Die Wurzeln gehen eine Symbiose mit Pilzen ein, die aber keine Fruchtkörper bilden (VA-Mykorrhiza).
Die Blüten sind teils vormännlich oder -weiblich, manchmal auch homogam, es sind „Scheiben-“ bzw. „Pinselblumen“. Amine als (fischartig riechende) Duftstoffe locken Zweiflügler und Käfer an. Die Blüten werden auch gerne von Honigbienen, seltener von Wildbienen aufgesucht. Blütezeit ist von Juli bis September.
Die schwanzartig verlängerten, lang behaarten Griffel dienen als Flugorgan; es liegt also ein Federschweifflieger vor. Zur Ausbreitung sind aber starke Winde ebenso nötig wie die hygroskopischen und damit nur bei Trockenheit abstehenden Haare des Griffels. Bei Nässe erfolgt Klettausbreitung als Wasserhafter oder auch eine Ausbreitung am Boden als Bohrfrucht. Einige Früchte werden auch dadurch ausgebreitet, dass sie von Vögeln für den Nestbau genutzt werden; in diesem Fall liegt Zufallsausbreitung vor. Die Fruchtreife beginnt im September, ist aber erst in den Wintermonaten abgeschlossen. Die Früchte bleiben über den Winter stehen, denn sie können überwiegend erst bei den starken Winden im Frühjahr fortgeweht werden. Die langlebigen Samen sind Kältekeimer.

### Auswirkung auf Wirtspflanze
Die Gewöhnliche Waldrebe kann die bewachsenen Pflanzen durch ihr Gewicht und Lichtentzug bis zum Absterben schädigen.

## Vorkommen
Sie ist eine Pionierpflanze und bevorzugt frische bis feuchte, lichte Edellaubwälder und Gebüsche, besonders Auwälder, Waldränder. Sie gilt als Stickstoffanzeiger. In Österreich ist sie sehr häufig in allen Bundesländern. In den Allgäuer Alpen steigt sie bis gegen 1000 Meter über Meereshöhe auf.
Die Hauptverbreitung nach Oberdorfer ist submediterran-subatlantisch (submediterrane, auch in den Küstenregionen vorkommende Arten). Hauptvorkommen liegen in Bruch- und Auenwäldern sowie in Laub- und Tannenwäldern mittlerer Standorte. Das Schwerpunktvorkommen liegt in der Ordnung Prunetalia Tx. 1952.
Die ökologischen Zeigerwerte nach Ellenberg für Clematis vitalba sind: Lichtzahl L7 = Halblichtpflanze; Temperaturzahl T6 = Mäßigwärme- bis Wärmezeiger; Kontinentalitätszahl K3 = ozeanisch bis subozeanisch, See- bis gemäßigtes Seeklima zeigend; Feuchtezahl F5 = Frischezeiger; Feuchtewechsel = keinen Wechsel der Feuchte zeigend; Reaktionszahl R7 = Schwachsäure- bis Schwachbasenzeiger; Stickstoffzahl N7 = an stickstoffreichen Standorten häufiger; Salzzahl S0 = nicht salzertragend; Schwermetallresistenz = nicht schwermetallresistent.
Die ökologischen Zeigerwerte nach Landolt et al. 2010 sind in der Schweiz: Feuchtezahl F = 3 (mäßig feucht), Lichtzahl L = 3 (halbschattig), Reaktionszahl R = 4 (neutral bis basisch), Temperaturzahl T = 3+ (unter-montan und ober-kollin), Nährstoffzahl N = 3 (mäßig nährstoffarm bis mäßig nährstoffreich), Kontinentalitätszahl K = 3 (subozeanisch bis subkontinental).

## Toxikologie
Die Pflanzenteile sind durch Protoanemonin giftig. Der Pflanzensaft reizt die Haut und führt zur Blasenbildung.
Im Mittelalter entstellten sich Bettler ihre Haut mit dem Pflanzensaft, um durch ihr Aussehen Mitleid zu erregen und die Spendenfreudigkeit der Bürger zu fördern. Deshalb nannte man die Pflanze damals „Teufelszwirn“.

## Trivialnamen
In vielen deutschen Mundarten lebt althochdeutsch liola, mittelhochdeutsch liele ‚Gewöhnliche Weinrebe‘ weiter: In Bayern und Österreich heißt die Pflanze Lieln, Lüln, Lian, Lianen, Lün, Liasch, in der Schweiz dominiert Niele (durch Dissimilation entstanden), daneben lokal Iele, Liele, Liene, Lene, Lienle, Wiele, in Baden kennt man sie als Liene, daneben lokal als Läne, Niele, in Schwaben als Lien, Niel, in Südhessen als Liele, im Saarland, im nördlichen Rheinland-Pfalz und südlichen Nordrhein-Westfalen als Liel, Liel, Lien, Niel beziehungsweise um das Zweitglied „Hecke“ ergänzt als Lielhäk, Lie(n)häk, Lee(n)häk sowie in Siebenbürgen als Lääl, Lälen, Lanen, Länen und ähnlich.
Andere Benennungsmotive liegen vor in Bettlerskraut, Brennkraut, Bindweide, Bocksbart (Göttingen), Düwels-tweren (Göttingen), Felsenrebe, Gänsemord (Elsass), Hagseil (Württemberg), Hagseiler, Hareil (Salzburg), Hexenstrang (Göttingen), Hurenseil (Schwaben im Filstal), Hurenstrang, Jutenstrick, Kateinl (Pinzgau), Nachtschatten (Henneberg), Petersbart (Golling), Räucherli (St. Gallen), Rebbinden (Thüringen), Rebling (im Sinne von wilde Rebe), Rehbinden, Strubabuaba (Vorarlberg), Teufelszwirn (Golling), Teufelsstrick (Berchtesgadener Land), Tockebart (Göttingen), Waltreben, Waldstrick (Pinzgau) und Wilde Weinranken.

## Sonstiges
Beispielsweise in Süddeutschland werden alte trockene Stängel gerne von Kindern angezündet und geraucht. In Österreich werden diese Stängel als „Lianentschick“ oder „Waldtschick“ (Tschick = Zigarette(n)) bezeichnet. In der Schweiz ist das gleiche Verhalten als „Niele rauche“ bekannt.

## Bilder

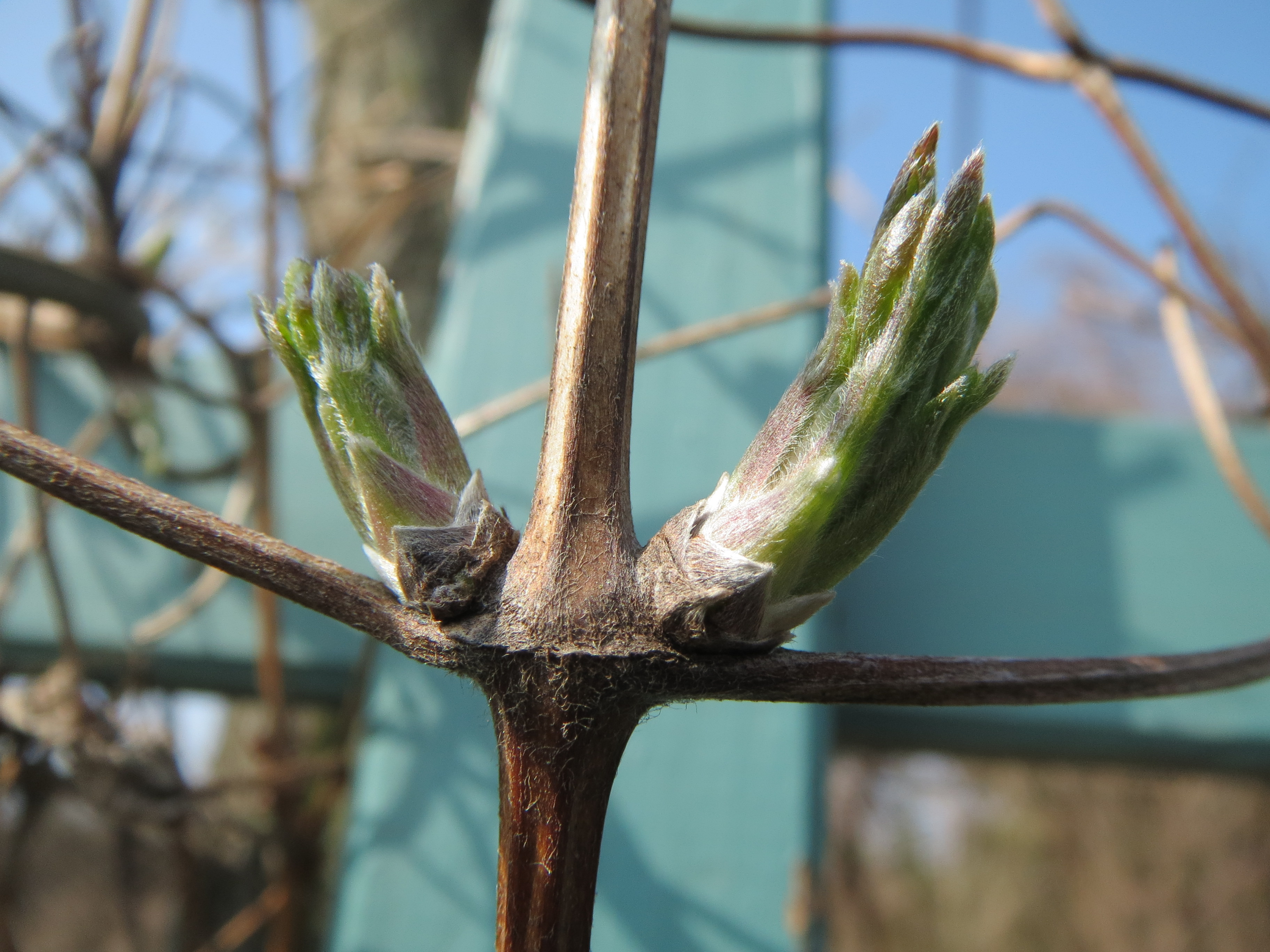
Knospen
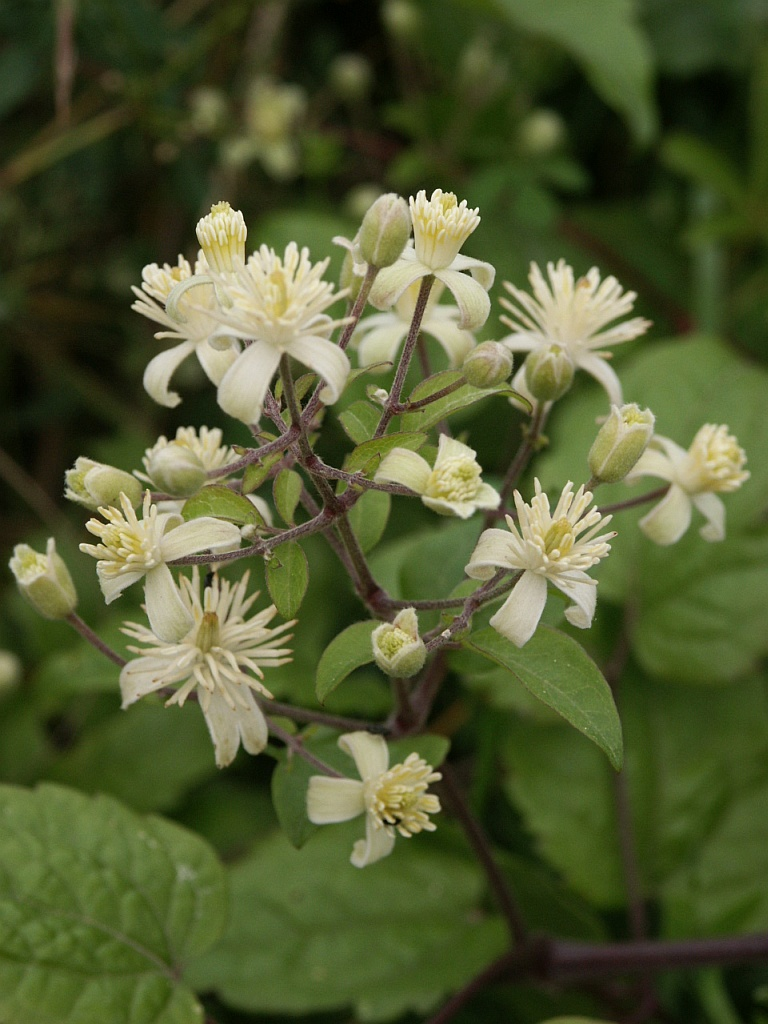
Blüten
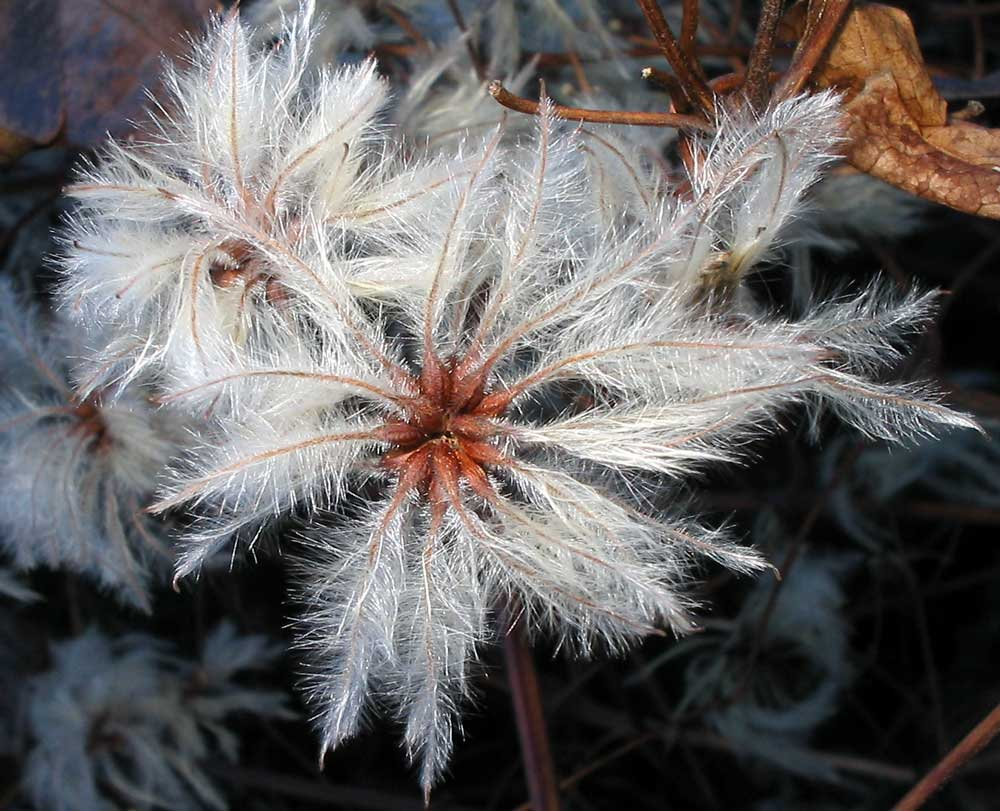
Sammelfrucht
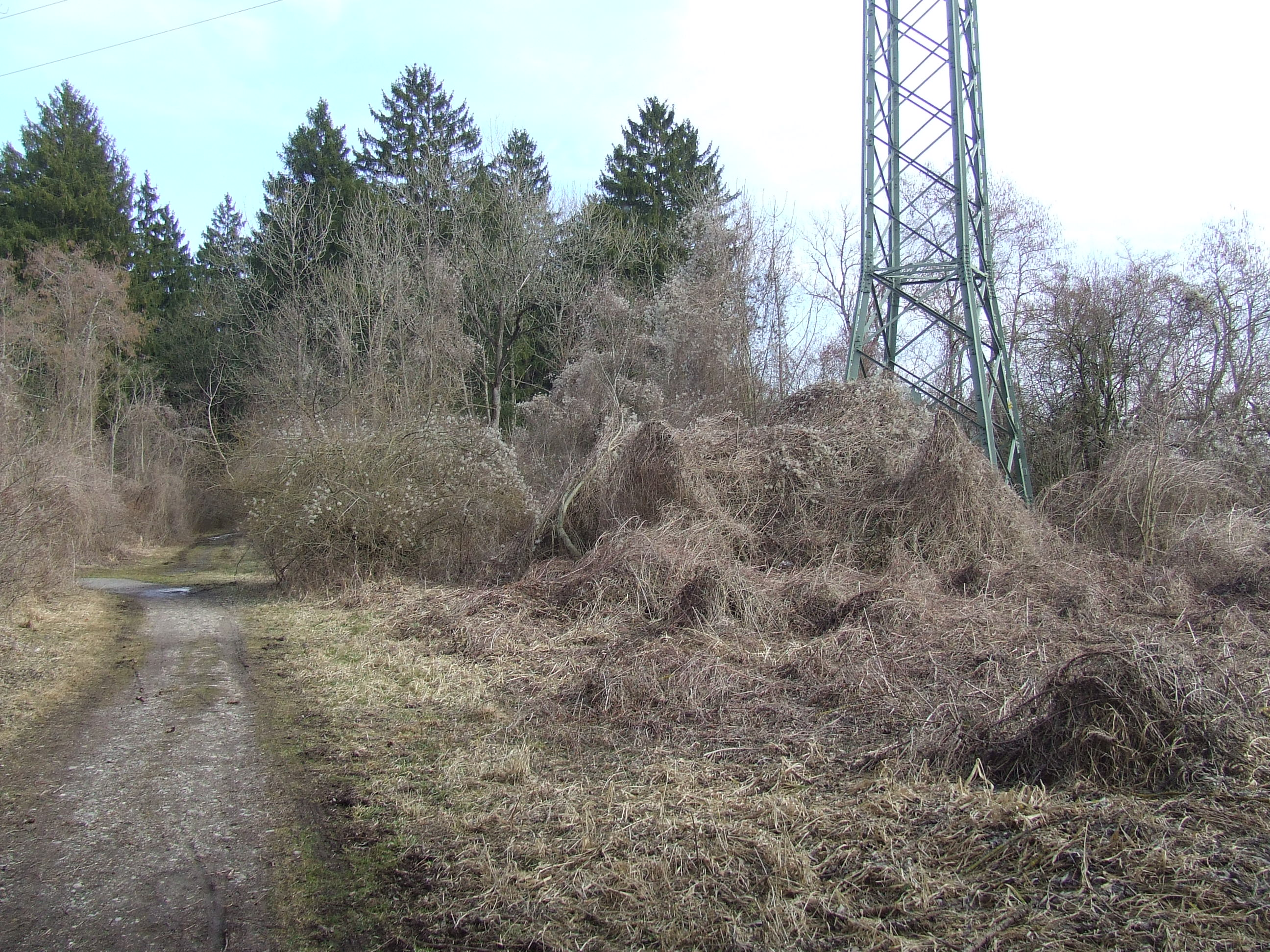
Erstickung anderer Pflanzenarten durch Überwucherung von Clematis vitalba
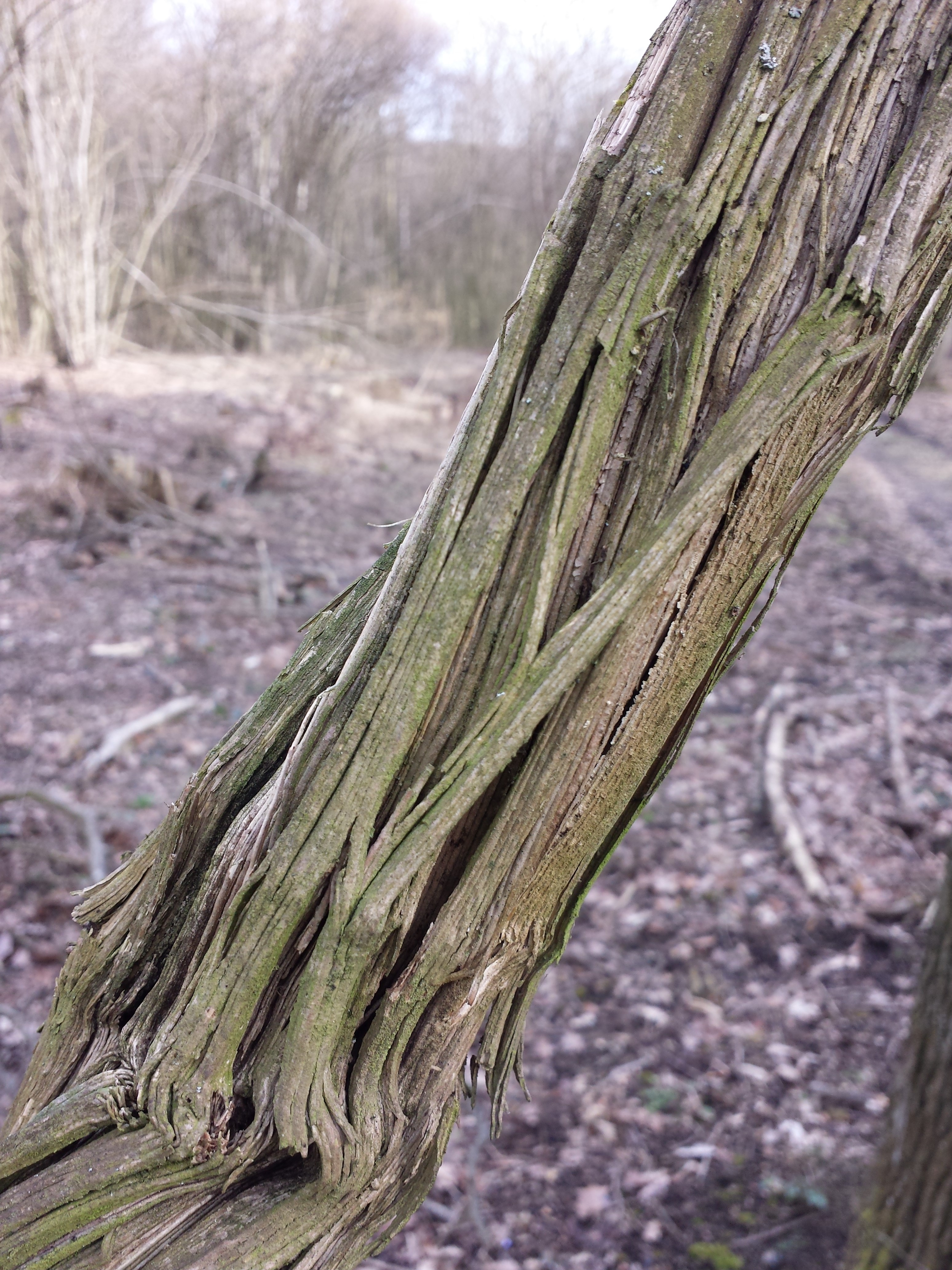
Verholzte Hauptsprossachse eines älteren Individuums